# Čestmír Vycpálek
Čestmír Vycpálek (Praga, 15 de maio de 1921 - Palermo, 5 de maio de 2002) foi um ex-jogador e treinador de futebol checo que jogou como meio-campista. Ele era tio do treinador de futebol Zdeněk Zeman.

## Jogador
Vycpálek era um bom extremo direito que se mudou em 1946 para a Juventus do Slavia Praga, e em 1947 para o Palermo que estava na Serie B na época. 
Com o Palermo, Vycpálek levou o time a uma promoção imediata para a divisão superior. Ao todo ele jogou 143 vezes fazendo 23 gols, em cinco temporadas para o rosanero.
Na temporada 1952-1953, Vycpálek então assinou como o Parma, onde jogou na Serie B e Serie C. 
Vycpálek se aposentou da sua carreira de jogador em 1958, aos 37 anos. 

## Treinador
Antes de ter um sucesso relevante como treinador, Vycpálek teve várias experiências menores, muitas vezes sem muita sorte. Ele começou sua carreira de treinador no Palermo, onde se mudou com a sua família depois que a Tchecoslováquia foi ocupada pelo Exército Vermelho soviético após a Primavera de Praga. Ele então treinou equipes de liga inferiores como Siracusa, Valdagno e Juve Bagheria.
No início da década de 1970, no entanto, depois de ter sido demitido pela equipe siciliana da Serie D Mazara, Vycpálek voltou para a Juventus para treinar as divisões de base, graças também ao seu antigo amigo Giampiero Boniperti, que era um membro do conselho naquela época. 
Em 1971, após a morte súbita de Armando Picchi, Vycpálek foi promovido a novo treinador da Juventus. Foi o início de um período bem sucedido que levou a equipe a dois scudettos consecutivos em 1972 e 1973 e também a final da Liga dos Campeões de 1972-73 que o clube perdeu para o AFC Ajax por 1-0.

## Morte
Vycpálek morreu em 5 de maio de 2002 em Palermo, no mesmo dia do triunfo da Juventus na Serie A em 2001-02 e exatamente trinta anos após a morte de seu filho Cestino no acidente da Alitalia Flight 112 que aconteceu em 1972.

## Títulos

### Como Jogador
Clubes
- Campeonato Tcheco: 1939-1940, 1941-1942 e 1942-1943

- Campeonato Italiano de Futebol - Série B: 1947-1948

- Lega Pro Prima Divisione: 1953-1954

### Treinador
Clube
- Serie A: 1971-1972 e 1972-1973